# 10 (Album)
10 ist das zehnte Studioalbum des türkischen Pop-Sängers Tarkan. Es erschien am 15. Juni 2017 und sieben Jahre nach dem Vorgängeralbum Adımı Kalbine Yaz. Der Albumtitel „10“ steht für das zehnte Popalbum von Tarkan. An der Produktion des Albums waren unter anderem Gülşah Tütüncü und Sezen Aksu beteiligt. Aus dem Album wurde Yolla als Single veröffentlicht.

## Cover
Auf dem Cover ist Tarkan springend abgebildet. Auf dem weißen Hintergrund ist die Zahl 10 in einem goldenen Farbton abgebildet. Ganz oben ist in Großbuchstaben „TARKAN“ zu lesen.

## Titelliste
| #   | Titel                 | Text                 | Musik                   | Länge |
| --- | --------------------- | -------------------- | ----------------------- | ----- |
| 1.  | Yolla                 | Tarkan               | Tarkan & Ozan Çolakoğlu | 4:46  |
| 2.  | Çay Simit             | Gülşah Tütüncü       | Gülşah Tütüncü          | 4:13  |
| 3.  | Beni Çok Sev          | Günay Çoban          | Serkan İzzet Özdoğan    | 4:17  |
| 4.  | Ben Senin…            | Sezen Aksu           | Sezen Aksu              | 3:52  |
| 5.  | Çok Ağladım           | Ayça Z. Aydın (Miya) | Murat Matthew Erdem     | 4:33  |
| 6.  | Her Şey Fani          | Sezen Aksu           | Sezen Aksu              | 5:38  |
| 7.  | Kedi Gibi             | Tarkan               | Tarkan                  | 4:09  |
| 8.  | Hodri Meydan          | Tarkan               | Tarkan                  | 4:20  |
| 9.  | Biz Çocukken          | Günay Çoban          | Tarkan                  | 5:57  |
| 10. | Bal Küpü              | Günay Çoban          | Tarkan                  | 4:14  |
| 11. | Acımasız              | Nazan Öncel          | Nazan Öncel             | 4:16  |
| 12. | Sevdam Tek Nefes      | Aysel Gürel          | Tarkan                  | 4:41  |
| 13. | O Sevişmeler          | Ümit Sayın           | Ümit Sayın              | 4:09  |
| 14. | Affedin Bizi Çocuklar | Tarkan               | Tarkan                  | 4:56  |

## Kritik
Redakteurin Ayşe Özyılmazel von der Tageszeitung Sabah zollte zu Beginn ihrer Kritik Respekt vor Tarkans künstlerischem Schaffen und Einfluss und schrieb, dass 10 zwar ein gutes Album, aber gemessen an Tarkans eigenem Standard nicht gut genug sei. Ihrer Meinung nach habe Tarkan mit seinem neuen Album den Anschluss an den Klang der Pop-Musik von 2017 verpasst, er hätte, so Özyılmazel weiter, mit jüngeren Künstlern zusammen arbeiten müssen. Bis auf das Lied Hodri Meydan habe sie kein Lied überrascht. Dennoch werde man Tarkan weiterhin hören und lieben, seine Konzerte werden weiterhin ausverkauft sein.